# とられてたまるか!?
『とられてたまるか!?』は、1994年公開の日本映画。原作は斉藤ひろしの同名小説『とられてたまるか!?』(扶桑社、1994年5月。ISBN：9784594014292)は、絶版(2009年6月現在)。

## 概要
念願のマイホーム(豪華な洋風で庭つき)を辺鄙な郊外に建てたが、何度も泥棒にはいられてしまう役所づとめ公務員パパと泥棒の死闘を描くファミリー・コメディ。

## キャスト
- 唯野一太郎：武田鉄矢
- 泥棒：明石家さんま
- 唯野ゆり子：田中美佐子
- 唯野里香：吉田雅子
- 唯野祐太：森田洸輔
- 植木刑事： 阿藤海
- 向井川：光石研
- 向井川の兄：益岡徹
- 高見巡査：桜金造
- 相談じいさん：梅津栄
- 食材店店主：螢雪次朗
- 真美：七瀬なつみ
- 小百合：野際陽子
- 豊春：丹波哲郎

## スタッフ
- 監督：萩庭貞明
- 製作：村上光一
- プロデューサー：小川晋一、茂庭喜徳
- 企画：堀口壽一
- 原作：斉藤ひろし
- 脚本：斉藤ひろし
- 撮影：高瀬比呂志
- 照明：高柳清一
- 音楽：井上尭之
- 歌：J-WALK
- 録音：中村淳
- 美術：斉藤岩男
- 助監督：久保寺和人
- スクリプター：赤澤環
- スチール：笹田和俊
- 編集：冨田功

## 韓国でリメイク
この作品は韓国映画として『盗られてたまるか』というタイトルでリメイクされ、2002年9月27日に韓国公開された。監督：イム・ギョンス、出演：パク・サンミョン、ソ・ジソプ、ソン・ソンミ。

## ゲーム
- とられてたまるか!?　ゲームギア 4M 1994年6月3日[1] セガ

プレイヤーはセキュリティ会社の一員となり、モニターで泥棒達の動きを確認しながら行動を先読みして、予めトラップを仕掛ける。ショップで購入した爆弾など建物の中に仕掛けたトラップを作動させて泥棒を撃退するという、原作に沿った内容のゲーム。使用できるトラップは数種類あり、状況に応じて使い分けなければならない。舞台となるのは家やデパートなど。指定数のお宝を守り抜けばステージクリア。